# Tipsextra
Tipsextra kallades de fotbollssändningar på lördagar som Sveriges Television sände till Sverige från Storbritannien från den 29 november 1969 till den 18 mars 1995. Nästan alla matcher var från Englands högsta division. Någon enstaka var från en lägre division eller Skottlands högsta division. Säsongen 1986/1987 gjordes försök med sändningar från västtyska Bundesliga. Under en sån sändning genomfördes en omröstning om tittarna föredrog det eller engelsk fotboll, vilket resulterade i en klar övervikt för det senare.

## Historia

### Bakgrund
1967 åkte den svenske reportern Lars-Gunnar Björklund, chef för sporten vid Sveriges Radio/TV i Göteborg, till England för att göra ett program om engelsk rävjakt. Redan efter ett dygn tvingades man avbryta filmandet, då all rävjakt i Storbritannien blev inställd på grund av att mul- och klövsjuka utbrutit i Storbritannien.
Björklund gick då och tittade på fotbollsmatch i London mellan Tottenham Hotspur och Chelsea FC. Han insåg att engelska fotbollsmatcher skulle kunna visas i svensk TV eftersom det inte brukades spela fotboll i Sverige på lördagar vid denna tid; Sverige höll sig i stället till söndag medan lördag var vanligaste speldag i England. Tipsextra konkurrerade heller inte med Allsvenskan eftersom Tipsextra enbart sändes från mitten av november till slutet av mars. Eftersom förhållandena var likartade i Danmark och Norge tog Björklund upp frågan med sina skandinaviska kollegor. Sveriges Radio-TV lyckades, tillsammans med DR och NRK, köpa sändningsrättigheter av ITV för 1 500 dollar per match. Sveriges Radio/TV:s andel var 850 dollar per match.
Normalt avslutades Tipsextrasäsongen med Ligacupfinalen från Wembley Stadium. Björklunds ständige parhäst blev sportjournalisten Leif Larsson som ansvarade för redaktionen samt kommenterade matcher. Larsson kom sedermera att, tillsammans med Staffan Lindeborg, bli den meste kommentatorn i Tipextras historia med 59 matcher.

### Utveckling
Den första matchen i Tipsextra vann Wolverhampton Wanderers FC med 1-0 mot Sunderland AFC. Tipsextra visade även travsport.
Tipsextra visades bara från november till mars, då det inte rådde fotbollssäsong i Sverige. Några svenska klubbledningar var motståndare till TV-sänd fotboll till Sverige från andra länder vintertid med motiveringen att det skulle ta publik från fotbollen i Sverige på våren. Under Björklunds tid vid Tipsextra kom programmet att bli väldigt populärt och drog 33–35 procent av de svenska tittarna. Programmet ökade intresset för engelsk fotboll i Sverige.
I England kunde man inte se ligafotboll direkt i TV förrän oktober 1983, då "The Big Match Live" och "Match of the Day Live" startade. Tidigare fruktade man att publiken skulle stanna hemma om matcherna sändes i TV.
På sin tid tilldrog programmet en uppmärksamhet varje vinterlördag i Sverige som hade varit mycket svår att få numera, vid en tid då det finns massor av TV-kanaler som visar flera matcher i veckan från olika länder året runt. Programmet fungerade i Sverige ofta som en symbol för fotbollssändningar i TV.
Samma matcher som Sveriges Television visade, visades vanligtvis samtidigt i både Danmark och Norge (som "Tippekampen").

### Sista tid och efterföljare
SVT tackade 1995 nej till att fortsätta visa Tipsextra, och från säsongen 1995/1996 övertogs sändningarna av TV4 under namnet Tipslördag.
En orsak till att programmet förlorade tittare var att de 13 stryktipsmatcherna på kupongen inte längre spelades samma lördag, vilket gjorde att de som tippat inte fick veta sitt stryktipsresultat förrän på söndagen. En annan orsak var att sändningsrättigheterna började bli dyrare.[källa behövs]
Programtiteln återuppstod under en kort period, 29 januari–21 maj 2005. Då sändes fotboll återigen till Sverige på lördagar under titeln Tipsextra i Kanal 5, men då från tyska Bundesliga.
Den 28 november 2009 sändes ett 40-årsjubileum i Sveriges Television, och bland annat sände man matchen Manchester United FC-West Bromwich Albion FC från säsongen 1978/1979. Matchen spelades den 30 december 1978 och West Bromwich Albion FC vann med 5-3. Därefter direktsändes matchen Manchester City FC-Hull City AFC från Premier League 2009/2010.